# Liste der Monuments historiques in Bouaye
Die Liste der Monuments historiques in Bouaye führt die Monuments historiques in der französischen Gemeinde Bouaye auf.

## Liste der Bauwerke
| Bezeichnung            | Beschreibung                        | Standort | Kennzeichnung | Schutzstatus | Datum | Bild           |
| ---------------------- | ----------------------------------- | -------- | ------------- | ------------ | ----- | -------------- |
| Logis de la Sénaigerie | Haus, erbaut im 16./17. Jahrhundert | (Lage)   | PA44000024    | Inscrit      | 1999  | weitere Bilder |

## Liste der Objekte
- Monuments historiques (Objekte) in Bouaye in der Base Palissy des französischen Kultusministeriums